# Domenico Comparetti
Domenico Comparetti (Roma, 7 de junio de 1835 - Florencia, 20 de enero de 1927) fue un filólogo clásico italiano.

## Biografía
Domenico Comparetti nació en Roma, de Barbara de Andrei y Agostino Comparetti. Estudió en la Universidad de Roma La Sapienza, donde se graduó en Ciencias Naturales y Matemáticas en 1855, tras lo cual entró a trabajar como ayudante en la farmacia de un familiar. Sin embargo, dedicó todo su tiempo libre a estudiar lenguas, principalmente las lenguas clásicas. Aprendió por sus propios medios, mediante la lectura de textos y gramátics y cuando era posible mcon la conversación con estudiantes de otras lenguas, griego antiguo y moderno, latín, alemán, inglés, francés, árabe, turgo y egipcio geroglífico. Llegó a ser uno de los principales filólogos clásicos en la Italia de su tiempo. Fue senador del Reino de Italia en la XVII Legislatura.
Publicó, entre otras obras, un comentario crítico a la Oración fúnebre de Hipérides, sendos comentarios a Píndaro y a Safo, y la primera edición de las Inscripciones de Gortina. Su obra "Virgilio en el Medievo" es básica para entender la forma en que se recibió al poeta de Mantua en la Edad Media. Trabajó igualmente en la edición de los papiros de Herculano y fue el primero en identificar al propietario de la villa donde se encontraron los papiros con Lucio Calpurnio Pisón Cesonino, suegro de Julio César.

## Obras
- L'Euxenippea d'Iperide, Pisa, Nistri, 1861
- Notizie ed osservazioni in proposito degli studi critici del prof. Ascoli, Pisa, Nistri, 1863
- Saggi dei dialetti greci dell'Italia meridionale, Pisa, Nistri, 1866
- Virgilio nella tradizione letteraria fino a Dante, studio storico-letterario, in «Nuova Antologia», 31 gennaio 1866
- Edipo e la mitologia comparata, saggio critico, Pisa, Nistri, 1867
- Ricerche intorno al libro di Sindibad, Milano, Giuseppe Bernardoni, 1869
- Virgilio nel Medio Evo, 2 voll., Livorno, Vigo, 1872
- Novelline popolari italiane. Torino, 1875
- La Commissione Omerica di Pisistrato e il Ciclo epico, Torino, Ermanno Loescher, 1881
- Il Kalevala o la poesia tradizionale dei Finni, studio storico critico sulle origini delle grandi epopoee nazionali, Roma, Reale Accademia dei Lincei, 1891; nuova edizione: Milano, Guerini, 1989 ISBN 88-7802-072-9
- La Guerra Gotica di Procopio di Cesarea, testo greco emendato sui manoscritti con traduzione italiana a cura di Domenico Comparetti, 3 voll., Roma, Forzani e C., 1895-1898; ristampa anastatica: Torino, Bottega d'Erasmo, 1968-1970
- Virgilio nel Medio Evo, 2 volumi, Firenze, Seeber, 1896
- Le imagini di Virgilio, il musaico di Hadrumentum e i primi sette versi dell'Eneide, Firenze, Enrico Ariani, 1914

## Enlaces
- Herculanensium voluminum quae supersunt, 11 voll., Neapoli ex regia typographia, 1793-1855: vol. 1, vol. 2, vol. 3, vol. 4, vol. 5 parte 1, vol. 5 parte 2, vol. 6, vol. 7 (non edito), vol. 8, vol. 9, vol. 10, vol. 11.
- Herculanensium voluminum quae supersunt. Collectio altera, 11 voll., Neapoli e museo público, 1862-76: vol. 1, vol. 2, vol. 3, vol. 4, vol. 5, vol. 6, vol. 7, vol. 8, vol. 9, vol. 10, vol. 11.

- Datos: Q1158982
- Multimedia: Domenico Comparetti / Q1158982